# Битка при Зевин
Битка при Зевин е краят на първият, настъпателен период за Руската армия на Кавказкия фронт в Руско-турската война (1877 – 1878).

## Оперативна обстановка
Войските от колоната на генерал-лейтенант Василий Хейман, част от главните сили на Действащия руски корпус са от 12 000 офицери и войници, 5500 конници и 64 оръдия с командира на корпуса генерал от кавалерията Михаил Лорис-Меликов, на 9 юни 1877 г. тръгват от обсадата на Карс, за да подпомогнат изолирания Еревански отряд. Движат се по пътя Карс – Ерзерум. В района на селището Зевин разкриват силна османска позиция, заета от 11 000 офицери и войници и 18 оръдия с командир Измаил паша. Изграждана е в продължение на един месец на разстояние 4 км. Теренът е силно пресечен. Позицията е съставена от три линии с траншеи, редути, вкопани батареи, складове и лазарети.

## Бойни действия
На 12 юни 1877 г. военният съвет на руските сили решава османската позиция да бъде атакувана. Планът предвижда фронтална пехотна атака, съчетана с обход на десния фланг от конните части. На следващия ден 13 юни около 14:30 часа, централната руска колона с командир генерал-лейтенант Дмитрий Комаров започва атаката и заема първата османска отбранителна линия. Атакува четири пъти втората отбранителна линия, понася загуби и привечер преустановява действията. Фланговият конен удар започва около 13:00 часа. Частта на генерал-майор Захар Чавчавадзе излиза в тила на противника около 16:00 часа. Поради силно пресечения терен, конниците се спешават и водят далечна престрелка. Към свечеряване се изтеглят, заплашени от новопристигнали силни османски подкрепления. Действията са преустановени и колоната се изтегля на изходните позиции при Карс.
Неуспехът при Зевин е краят на настъпателния период за руската армия на Кавказкия фронт. Започват османски действия на руска територия – втори период от войната.